# Eugène Michel Antoniadi

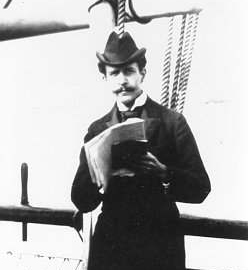
Eugène Michel Antoniadi

Eugène Michel Antoniadi (griechisch Εὐγένιος Μιχαὴλ Αντωνιάδης, * 10. März 1870 in Konstantinopel; † 10. Februar 1944 in Paris, auch Eugène Michael Antoniadi oder Eugenios Antoniadi) war ein im osmanischen Reich geborener griechischer Astronom, der die meiste Zeit seines Lebens in Frankreich verbrachte. Bekannt wurde er vor allem durch exzellente Beobachtungen der Planeten Merkur und Mars.

## Von der Architektur zur Astronomie
Antoniadi studierte anfangs Architektur und beschäftigte sich mit der Hagia Sophia, die er als einer der ersten ausmaß und wissenschaftlich untersuchte. Bald auch an Astronomie interessiert, begann er verschiedene Beobachtungen, die über Vermittlung von Camille Flammarion publiziert wurden und ihn 1891 in der Société astronomique de France
einführten.
Als 23-Jähriger übersiedelte Antoniadi nach Frankreich und wurde Observator an Flammarioms Sternwarte in Juvisy-sur-Orge. Nach seinen 1895 publizierten Beobachtungen am großen 24cm- Äquatorial wurde er in die British Astronomical Association aufgenommen und im Folgejahr mit einer Sonnenfinsternis-Expedition nach Norwegen betraut.

## Meisterhafte Karten des Mars und Merkurs

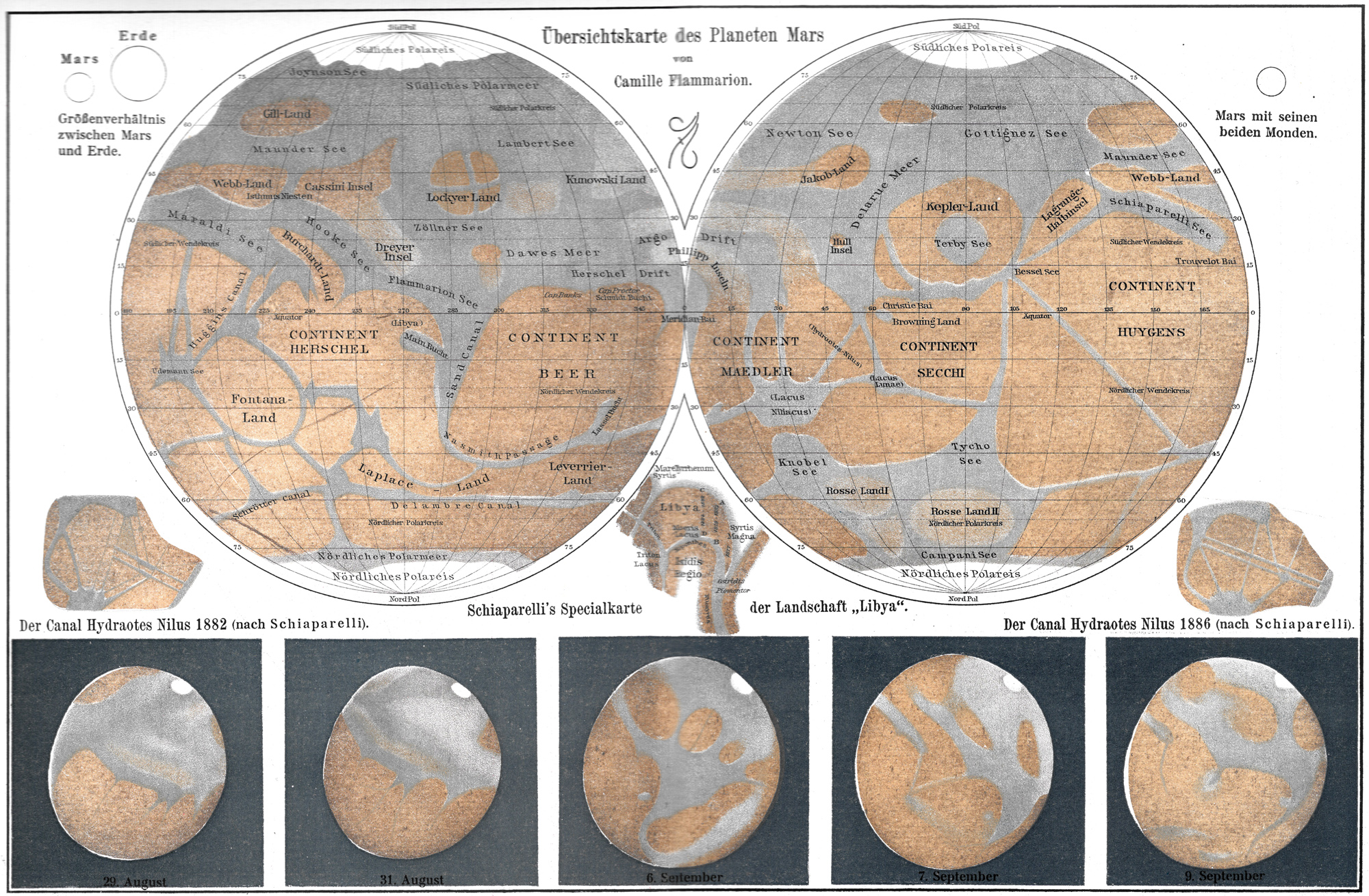
Untere Reihe: Mars im August und September 1894. Beobachtet am Observatorium Juvisy. – Nach Zeichnungen von M. Antoniadi. Aus Atlas der Himmelskunde, A. Hartleben’s Verlag, 1898

Ab 1898 wurde der Planet Mars und dessen 1877 von Giovanni Schiaparelli entdeckten Canali zum Schwerpunkt seiner Beobachtungen. In Gegensatz zu seinem Förderer Flammarion geriet Antoniadi jedoch, als er während der Marsopposition von 1909 am 83-cm-Riesenteleskop des Pariser Meudon-Observatoriums arbeitete. Er kam zum Schluss, dass es sich bei den „Marskanälen“ um optische Täuschungen handeln müsse, die nur in kleineren Fernrohren als Linienstrukturen auf sichtbar würden. Er fertigte die folgenden 20 Jahre immer detailliertere Marskarten an, auf denen er die Canali durch fortgesetzte Reihen dunkler Flecken kartierte. Seine 1930 erschienene 4-teilige Carte de Mars war bis zu den US-Raumsonden der 1960er-Jahre die genaueste Kartografie des „Roten Planeten“. 
→ Näheres im Spezialartikel Marskanäle.
Antoniadi fertigte außerdem eine Karte des Planeten Merkur, die aufgrund der schwierigen Beobachtungsmöglichkeiten des Planeten mittels erdgebundener Teleskope noch sehr ungenau war und 1934 herausgegeben wurde. Allerdings ging er von der irrigen Annahme aus, dass Merkur eine gebundene Rotation von 1:1 beim Umlauf um die Sonne aufweist. Für die Nomenklatur der Albedomerkmale orientierte er sich an der Mythologie um den Gott Hermes, der griechischen Entsprechung des römischen Gottes Merkur. Die Bezeichnungen übernahm Audouin Dollfus in seiner Karte von 1972. Sie werden auch in aktuellen Karten des Planeten verwendet, die mittels Erkundung durch Raumsonden erstellt wurden.

## Weitere Tätigkeiten
Bei längerfristigen Beobachtungen des Saturn nahm er radiale, speichenartige Strukturen in den Saturnringen wahr. Sie wurde jedoch von den meisten Astronomen als optische Täuschungen abgetan, zumal sich Antoniadis Strukturen mit der Rotationsdauer des Planeten und nicht der Ringe bewegen sollten. Erst 1981 wurde die Existenz der Speichen durch Aufnahmen der Raumsonde Voyager 1  bestätigt.
Zur Bewertung des Seeing (Luftunruhe) führte er eine fünfteilige Skala ein („Antoniadi-Skala“).
1925 erhielt er den Jules-Janssen-Preis. Zu Antoniadis Gedenken wurde ein Mondkrater, ein Marskrater und eine Oberflächenstruktur auf dem Merkur (Antoniadi Dorsum) benannt.
Antoniadi war auch ein starker Schachspieler. Bei einem Turnier in Paris 1907 belegte er ungeschlagen den ersten Platz gemeinsam mit Frank Marshall, einen vollen Punkt vor Savielly Tartakower.

## Schriften
- Ekphrasis tēs Hagias Sophias. 3 Bände. 1907–1909.